# Anteia
Anteia (door de Griekse tragedieschrijvers ook wel Stheneboea genoemd) is een personage uit de Griekse mythologie. Ze was de dochter van Amphianax van Lycië en de vrouw van Proetus. Met hem had zij één dochter, Maera. Ze werd tijdens haar huwelijk verliefd op Bellerophon, die haar liefde echter niet beantwoordde.